# Polícia Nacional Revolucionária (Cuba)

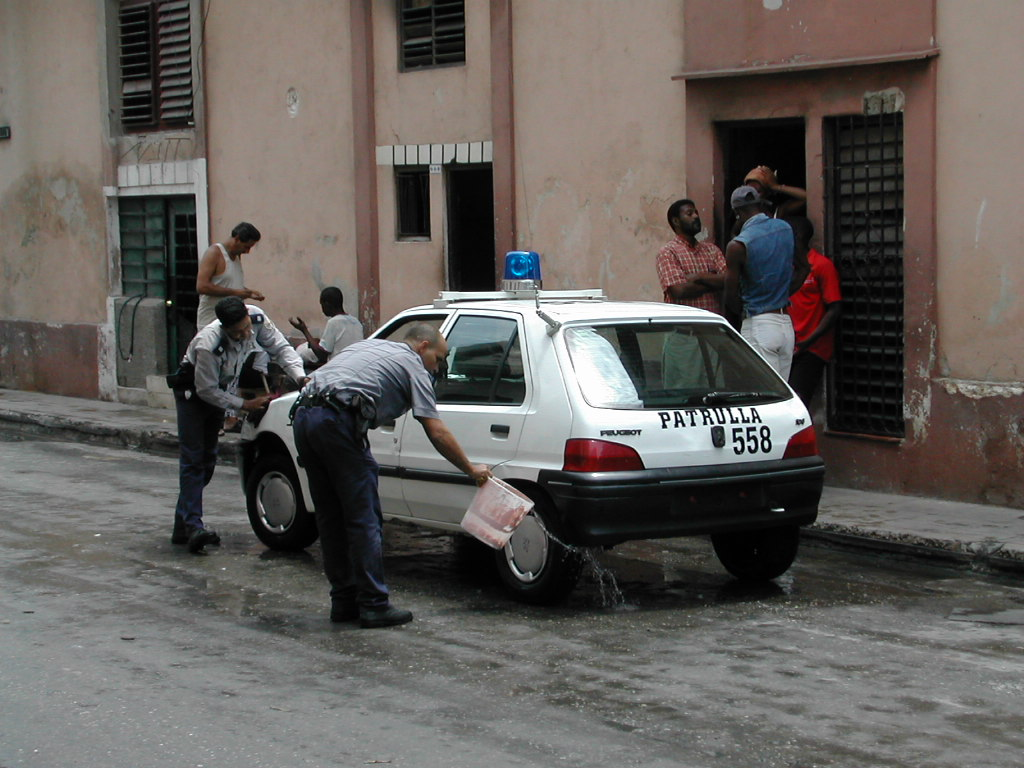
Carro patrulha da PNR

A Polícia Nacional Revolucionária - PNR é a polícia de Cuba, criada em 5 de janeiro de 1959, após o triunfo da revolução, substituindo a "Polícia Rebelde", de forte inspiração ideológica.
Se constitui de uma força policial de natureza civil, com atribuições preventivas e repressivas à população em geral, dirigida por um diretor-geral e subordinada ao Ministério do Interior, o qual, pos sua vez, responde ao Conselho de Estado de Cuba. O ministério é dividido em três divisões: Segurança, Operações Técnicas e Ordem Interna e Prevenção ao Crime. A última é subdividida em correções (policiamento penal), proteção contra incêndios e policiamento ostensivo. A PNR desenvolve as suas atividades nas 14 províncias de Cuba, cada uma com um chefe de polícia que se reporta ao comando central, em Havana. A instituição responde à subdiretoria de Ordem Interna e Prevenção ao Crime, sendo responsável pelo policiamento ostensivo, investigação criminal, prevenção ao crime, delinquência juvenil, e policiamento de trânsito.
Os índices criminais em Cuba permanecem significativamente baixos que a maioria das outras nações maiores pelo mundo, com a polícia cubana agindo fortemente contra qualquer crime, especialmente em Havana. Fidel Castro comentou, em 1998, que a "guerra contra o crime é uma guerra também contra o inimigo imperialista". Informações sobre assassinados e estupros para o país nunca foram emitidas pelo governo, mas a taxa de roubos é era estimada em 6.531 casos, ou 62 por 100,000 habitantes, em 1988.
Eles utilizam radiocomunicação e também um sistema de despacho computadorizado, desde os anos 1990, algo possível pelo incremento no investimento na PNR para lidar com o aumento da criminalidade durante a crise econômica que se seguiu à dissolução da União Soviética. Os policiais da PNR utilizam armas semiautomáticas (geralmente uma Makarov PM ou CZ 75) e um bastão policial, e eles podem "utilizar da força necessária para prender suspeitos e defender a si e a qualquer outro cidadão." Não lhes é fornecido nenhum outro tipo de arma.

## Brigada Especial Nacional
Em 8 de agosto de 1980, a Polícia Nacional de Cuba recebeu um efetivo reforço para dar consecução às suas atividades com a criação da Brigada Especial Nacional, unidade de elite de inteira confiabilidade político-ideológica e com especialização técnica e profissional.
São atribuições da Brigada Especial Nacional:
- Proteção ao Presidente do Conselho de Estado da República de Cuba e outros altos dirigentes do Partido Comunista de Cuba, em estreita colaboração com as Direções de Segurança Pessoal e Contra-Inteligência do Ministério do Interior;
- Apoiar e capturar os “elementos antissociais” e “contrarrevolucionários”;
- Apoiar operacionalmente o Regimento de Proteção às embaixadas e outros organismos diplomáticos sedeados em Havana;
- Garantir a segurança de atividades desportivas com grande público e de atos políticos e culturais de envergadura e grande relevância nacional;
- Prevenir ações contra o patrimônio nacional cubano, evitando a vandalização, roubo ou mutilação.